# 프리드리히 프뢰벨

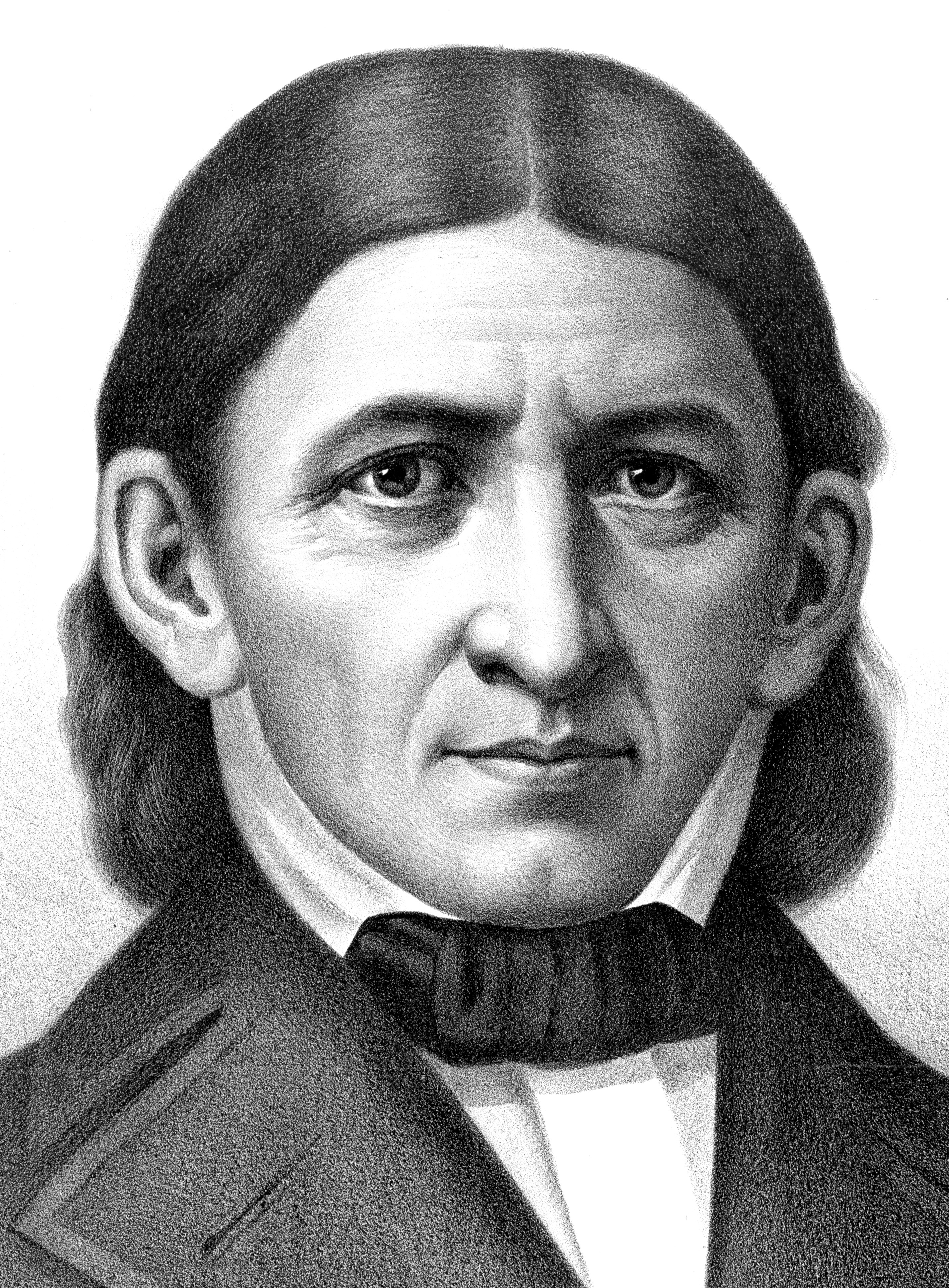
프뢰벨 초상화

프리드리히 빌헬름 아우구스트 프뢰벨(독일어: Friedrich Wilhelm August Fröbel, 1782년 4월 21일 ~ 1852년 6월 21일)은 독일의 교육자로, 유아 교육의 아버지로 불린다. 페스탈로치의 사상을 이어받아 초등교육을 보다 더 어린 아이들의 교육에 적용시키고, 유아의 마음 속에 있는 신성(神性)을 어떻게 해야 키워나갈 수 있는지를 고민하였다. 초등학교에 취학하기 전(前)에 해당하는 아이들을 위한 교육에 일생을 바쳤다.

## 생애와 사상

#### 유년시절과 교육
프뢰벨은 정통주의 루터교회(Orthodox Lutheran Church) 목사의 아들로서 독일 튀링은(Thüringen)의 오버바이스바흐(Oberweissbach)에서 6형제 중 막내로 태어났다. 생후 9개월 만에 어머니를 여의고 고독한 유소년기를 보냈다. 4세에 계모가 생겼지만, 계모의 친자식이 태어나자 소외당하게 되었다.
10세 때, 친어머니의 오빠이자 또한 성직자였던 호프만이 그의 집을 방문하고 실정을 알게 되자, 프뢰벨을 4년간 돌보았다. 프뢰벨은 학교에서 많은 친구들을 사귀었으며, 1799년 10월 예나 대학 철학과에 입학하였다. 프리드리히 실러가 역사를, 프리드리히 셸링은 철학을 가르치고 있던 시기이다. 학비를 댈 수 없게 되자 프뢰벨은 1801년에 퇴학하였고 다음해인 1802년에는 아버지가 별세했다.

#### 교육 활동
대학교를 학비 문제로 그만둔 후, 밴 베루크의 산림국에서 서기, 측량사 조수, 귀족 농장의 회계 등 일자리를 전전하다가, 1805년 안톤 그르나의 소개로 프랑크푸르트 암 마인 모범 학교의 교사가 되었다. 그때 그의 나이는 23세였다. 학교 교사가 된 후 1805년 8월, 이베르돈에 있는 페스탈로치를 방문하고 그의 실천과 사상에 강한 영향을 받아 1808년부터 2년간 페스탈로치의 아래에서 머물렀다.
1816년 11월 말 튀링겐의 그리스하임에 일반독일교육원(Allgemeine Deutsche Erziehungsanstalt)을 설립하고 이듬해 루돌슈타트(Rudolstadt) 인근의 카일하우(Keilhau)로 이전했다. 1818년에는 베를린 명문가의 딸 빌헬르미네 호프마이스터(Wilhelmine H. Hofmeister)와 결혼하여 카일하우에서의 교육 활동에 매진했다. 그는 자신이 설립한 사립 교육 기관에서 ‘공의 법칙’에 근거한 수업을 통해 초등학교 및 김나지움의 인간 교육을 실현하고자 했다. 프뢰벨은 1826년 자신의 주저 ≪인간의 교육≫을 저술했고 1833년에는 ≪인간 교육의 개요≫를 발간했다. 어린이 교육을 새롭게 하기 위해 1840년에 일반독일유치원(Der Allgemeine Deutsche Kindergarten)을 설립했다. 1842년에는 유치원 여교사 과정을 개설했으며 ≪어머니와 애무의 노래≫를 1844년에 발간했다. 프뢰벨은 1845년부터 수 년 동안 자신의 유치원 교육학 이념을 전파하기 위해 강연 여행을 다니기도 했다. 그러나 1851년 8월 프뢰벨이 설립한 유치원이 무신론적이며 사회주의적 성향을 지녔다는 이유에서 프로이센 곧 독일 정부에 의해 금지되었다. 프뢰벨은 공개적인 의견 표명을 통해 이러한 조처를 해제하기 위해 부단히 노력했으나 실패했고 이듬해인 1852년 6월 21일 세상을 떠났다. 

#### 교육 사상
프뢰벨은 어린이의 본질을 신적인 것으로 해 파악하였으며, 이러한 아동관에 근거하여 수동적이고 추종적인 교육을 주장했다. 정원사가 식물의 본성에 따라서 물이나 비료를 주고 햇빛과 온도를 고려하며 가지치기를 해주듯이, 교육자도 아이의 본질에 따라 아이가 성장할 수 있는 환경을 조성하기 위해 노력해야 한다고 생각하였다. '킨더가르텐'(독일어: Kindergarten→어린이들의 뜰→유치원)도 이러한 교육사상에 뿌리를 두고 있다.
그는 인간 발달의 연속성을 주장하였다. 그러한 입장에서 어린이의 공감적 이해와 거기에 기초를 두는 교육을 지지하고 조기교육에는 반대했다. 하느님을 부지런한 창조자로 파악한 그는 아이는 신적 본질을 가지는 존재로서, 창조 활동을 하도록 해야 한다고 생각했다. 따라서, 그는 유치원의 교육 내용이 놀이나 작업을 중심으로 해야 하는 것이라고 생각하여 놀이 도구를 고안하기도 했다.
앞서 말했듯이 '킨더가르텐'은 그가 만든 말로서, 세계 많은 나라들에서 유아 교육을 위한 학교를 'Kindergarten', 'Kindergarden' 등으로 부르고 있다. 유치원에서 놀이, 그림 그리기, 생활 체험 등이 중시되고, 정원과 화단이 있는 것도 프뢰벨의 교육사상에서 나온 것이다.